# Внутренние воды

Морские зоны в соответствии с Конвенцией ООН по морскому праву.

Вну́тренние во́ды — часть водной территории государства.
Внутренние воды состоят из морских и неморских вод.
Внутренними неморскими водами являются воды рек, озёр, каналов и иных водоёмов, в том числе пограничные воды, расположенные в пределах государственных границ.
К числу внутренних морских вод относятся:
- морские воды, в том числе воды государств-архипелагов, расположенные в сторону берега от прямых исходных линий, принятых для отсчёта ширины территориальных вод;
- воды портов;
- воды заливов, берега которых принадлежат одному государству, и если их ширина не превышает 24 морских миль;
- также исторические моря и заливы.

## Суть
Согласно Конвенции ООН по морскому праву, внутренние воды страны включают воды со стороны базовой линии территориальных вод страны, обращенной к суше, за исключением государств-архипелагов. Это включает водные пути, такие как реки и каналы, а иногда и акваторию в небольших заливах.
Во внутренних водах суверенитет государства равен суверенитету, который оно осуществляет на материке. Прибрежное государство вольно принимать законы, касающиеся его внутренних вод, регулировать любое использование и использовать любые ресурсы. В отсутствие соглашений об обратном иностранные суда не имеют права на проход во внутренних водах, и это отсутствие права на мирный проход является ключевым отличием между внутренними водами и территориальными водами. «Архипелажные воды» в пределах самых отдаленных островов государств-архипелагов рассматриваются как внутренние воды, за исключением того, что должен быть разрешен мирный проход, хотя государство-архипелаг может обозначить определенные морские пути в этих водах.
Когда иностранному судну разрешается заходить во внутренние воды, оно подчиняется законам прибрежного государства, за одним исключением: экипаж судна подчиняется законодательству государства флага. Это распространяется на условия труда, а также на преступления, совершенные на борту судна, даже если оно пришвартовано в порту. Преступления, совершенные в гавани, и преступления, совершенные там экипажем иностранного судна, всегда подпадают под юрисдикцию прибрежного государства. Прибрежное государство может вмешиваться в дела судов, когда капитан судна требует вмешательства местных властей, когда существует опасность для мира и безопасности прибрежного государства или для обеспечения соблюдения таможенных правил.

## Споры
Утверждение одного государства о том, что водный путь является внутренними водами, привело к спорам с другими государствами. Например, Канада претендует на раздел Северо-Западного прохода как части своих внутренних вод, полностью находящихся под юрисдикцией Канады, требование, которое было оспорено в США и большинством морских держав, которые считают их международным проливом, который означает, что иностранные суда имеют право транзитного прохода.
Международный трибунал по морскому праву, который был образован в 1994 году, уполномочен разрешать морские споры между государствами-участниками, хотя на практике эти резолюции зависят от готовности этих государств соблюдать решения этого трибунала.